# Eparchia di Adana degli Armeni
L'eparchia di Adana degli Armeni (in latino: Eparchia Adanensis Armenorum) è una sede soppressa della Chiesa armeno-cattolica e sede titolare della Chiesa cattolica.

## Storia
L'eparchia di Adana, che apparteneva alla Chiesa apostolica armena, ebbe stabilmente dei vescovi in comunione con la sede di Roma dal 1774.
L'eparchia, che si estendeva territorialmente sull'eyalet di Adana, aveva all'incirca 1.500 fedeli nel 1890. Nel 1903 erano segnalati circa 3.100 cattolici armeni.
A causa del genocidio d'inizio Novecento, l'eparchia, come tutte le diocesi armene turche, perse la maggior parte della sua popolazione.
Dal 1972 Adana degli Armeni è annoverata tra le sedi vescovili titolari della Chiesa cattolica; dal 15 febbraio 2021 la sede è vacante.

## Cronotassi

### Eparchi
- Krikor Kupelian † (1774 - 15 settembre 1788 confermato patriarca di Cilicia degli Armeni)
- Manuel Periatzi † (1805 - 1813)
- Stepanos Holassian † (1820 - 1861)
  - Sede vacante (1862-1885?)
- Garabet (Carlo) Aslanian † (23 maggio 1885 consacrato - 23 settembre 1890 dimesso)
- Boghos Terzian † (8 aprile 1892 - 23 aprile 1910 eletto patriarca di Cilicia degli Armeni)
- Pasquale (Haroutyoun) Keklikian † (28 agosto 1911 - 13 giugno 1934 deceduto)

### Vescovi titolari
- Joseph Gennangi † (20 novembre 1972 - 22 ottobre 1981 deceduto)
- Nechan Karakéhéyan, I.C.P.B. † (2 aprile 2005 - 15 febbraio 2021 deceduto)